# 杨士聪
杨士聪（1597年8月26日—1648年8月29日），字朝彻，又字非闻，号凫岫，山东济宁州（今山東省濟寧市）人，明末清初政治人物。崇祯四年（1631年）中进士，初授翰林院检讨，累官至詹事府左谕德。“甲申之变”时，投靠李自成大顺政权，任兵政府少堂（一说为户政府少堂）。清兵入关後，獲举荐起用，仍为谕德。著有《玉堂荟记》、《甲申核真略》等书。

## 生平

### 万历时期
杨士聪生於万历二十五年七月十四日（1597年8月26日）。少時為东林领袖邹元标所赏识，以其必能成就大事。待年紀稍长，即开始参与东林人物的政治活动。求学读书时，性格老成持重，特别讲究名节，同学当中有人隐瞒父亲死讯去考试（按儒家礼制应当在家守孝），杨士聪就发动大家把他排挤走了，并且掷地有声地说：“为了追求忠孝气节，就应该这样做！”

### 天启与崇祯时期
天启四年（1624年），杨士聪考中举人，崇祯四年（1631年）中进士，工部观政，选为庶吉士，崇祯六年（1633年），授翰林院检讨。崇祯十年（1637年）曾任会试同考官。崇祯十一年（1638年），被任命为皇太子朱兹烺的老师之一，十二年回籍。崇祯十五年（1642年），升为詹事府右中允，并出任该年的会试副主考，这是明朝举行的最后一次科举会试。崇祯十六年（1643年）十二月加授左谕德。杨士聪与“复社四公子”之一的方以智交恶，当时方以智也供职翰林院，杨士聪称方以智违规钻营谋官，被自己阻止，以致结仇。

### 大顺与清朝时期
崇祯十七年（1644年）三月，李自成率军攻占京师（今北京市），杨士聪闻讯，先杀死六岁的女儿，又命一妻二妾自尽，然而本人却没有死，据他自己讲，是服毒自杀后被李自成部将王敦武灌水救活。后歸順李自成，为兵政府少堂（一说为户政府少堂）。杨士聪自辩说，方以智南逃后造谣诬陷他投敌。但是除方以智外，已在农民军处的杨士聪门生赵士锦称亲眼见到自己的老师前来投效，《国难睹记》的作者也说亲眼看到大顺政权授职给杨士聪，居住在南方的顾炎武考证后，认为杨士聪确为大顺官员。
李自成兵败后，杨士聪又南下扬州，通过扬州知府任民育的关系，纳当地名媛经氏为妾，复辗转江南各地，最后定居于常州府武进县的戚墅堰。清军南下后，曾受到举荐，仍任詹事府谕德，顺治五年七月十一日（1648年8月29日）去世，享年五十二岁。

## 著作

### 玉堂荟记
《玉堂荟记》完稿于崇祯十七年（1644年），为杨士聪在翰林院任职时，搜集朝野各种见闻，汇集成书，是一部影响很大的明末笔记。对明末党争的细节描写，有不少独到之处，但因为作者是周延儒的门生，对其多有袒护之处，被认为不够客观。杨士聪在书中对蓟辽督师袁崇焕极为仰慕，并称袁崇焕被逮伤透了辽人孔有德的心，导致其叛明投降后金，被四库全书的编撰者认为不是事实。该书又称皇贵妃田氏的母亲是妓女，为私史作者谈迁等所引用。

### 甲申核真略
《甲申核真略》是杨士聪为自己辩冤所写，以大量篇幅描述了和方以智之间的恩怨。同时站在士大夫的立场上，对明末殉难的宦官、武官有不少负面描写，如称司礼监太监王承恩并非殉国而是通敌后被崇祯帝赐死。该书还是“曹化淳献城”说法的源头之一以及“崇祯内库藏银3700万两”之说的始作俑者，被许多南方私史作者如计六奇、谈迁等引用，影响极大。

## 轶事
名臣李清（祖父李思诚列逆案“谄附拥戴次等”）在其著作《三垣笔记》中记载：杨士聪在翰林院当官时，曾索贿敛财。知县沈迅、张若麒都是山东人，因为送给杨士聪的钱太少，遭到他的弹劾。杨士聪还气愤地对同僚说：“某人是清水衙门的官，尚且对我十分殷勤，这两人和我既是同乡又是同年，竟然只送这点，完全不把我放在眼里。”

## 家庭
父亲杨洵，万历二十年（1592年）中进士，官至河南布政司参政；嫡母周氏，生母聂氏。正室黄氏；继室孔氏是孔子的后裔；妾杨氏、祝氏、经氏。育有五子一女：长子杨通睿、次子杨通俊、三子杨通久、四子杨通俶、五子杨通铨。